# Gradska straža Bakar 1848.
Gradska straža Bakar 1848. osnovana je 2009. godine kao udruga povijesne postrojbe hrvatske vojske koja svojim djelovanjem i nastupima oživljava dijelove bogate hrvatske povijesti i vojne tradicije grada Bakra.
Udruga ima oko 25 članova te posjeduje 13 odora. Odore njezinih članova sašivene su po uzoru na onu koju na svojem portretu nosi Jakov Tadejević, vojvoda Bakarske straže 1848. godine, a grb Gradske straže Bakar povijesni je grb grada Bakra donesen Štatutom slobodnoga i kraljevskoga grada Bakra i prihvaćen 3. studenog 1896. na skupštini grada Bakra. Uz odore, svaki pripadnik nosi sablju tipa karabele, a postrojba posjeduje i repliku topa iz sredine 19. stoljeća. Pripadnik Gradske straže Bakar može postati svaki punoljetni građanin Republike Hrvatske koji, kako ističu, mora imati visoke moralne i domoljubne vrijednosti. Gradska straža Bakar predstavlja svoj grad na gostovanjima diljem Republike Hrvatske i u inozemstvu. Pripadnici su sudjelovali i u svečanom mimohodu povodom 20. godina VRO Oluja. 

## Povijesna podloga
Povijest Gradske straže počinje u travnju 1779. kad je kraljica Marija Terezija Bakru dodijelila povelju kojom ga proglašava slobodnim kraljevskim gradom. Jedna je od povlastica tog statusa bilo i pravo da u gradskoj službi, uz ostale činovnike, bude i šest gradskih stražara na čelu s desetnikom (Militia urbana). Sve do 1918. i raspada Austro-Ugarske Monarhije, Gradska je straža ispunjavala svoju zadaću čuvanja javnog reda i mira te stražarenja ispred vrata dvorane u kojoj su se održavale sjednice Kapitalnog (gradskog) vijeća.
Revolucionarne 1848. godine bakarska je Gradska straža, onda nazivana Narodna straža, odigrala važnu ulogu u događajima koji su omogućili pripajanje Rijeke tadašnjoj Banskoj Hrvatskoj. Tad se, naime, oko 150 pripadnika bakarske Narodne straže pridružilo ulasku u Rijeku pod vrhovnim vodstvom Josipa pl. Bunjevca, nakon čega je Rijeka i pridružena Banskoj Hrvatskoj. Odred Narodne straže iz Bakra vodio je odvjetnik Avelin Ćepulić koji se poslije istaknuo i u političkom životu Hrvatske kao borac protiv pristizanja Mađara na hrvatsku obalu. 